# Loop
För andra betydelser, se Loop (olika betydelser).

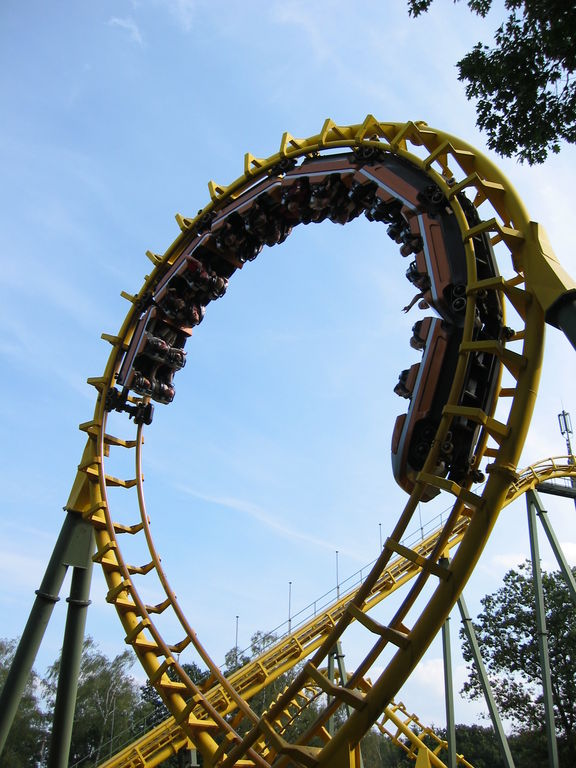
Loop i berg- och dalbanan Tornado, byggd 1990 i den nederländska nöjesparken Avonturenpark Hellendoorn.

En loop är en del av en berg- och dalbana där vagnen framförs i en vertikalt cirkulär rörelse. Det är också den engelska benämningen på den avancerade flygmanöver som på svenska kallas looping. Under en looping utför flygplanet en cirkelrörelse i vertikalplanet. I en normal looping pekar huvudet på piloten inåt mot rörelsens centrum, i en utvändig hel eller halv looping – en så kallad "bunt" – pekar huvudet utåt från centrum.